# Qhapaq negro

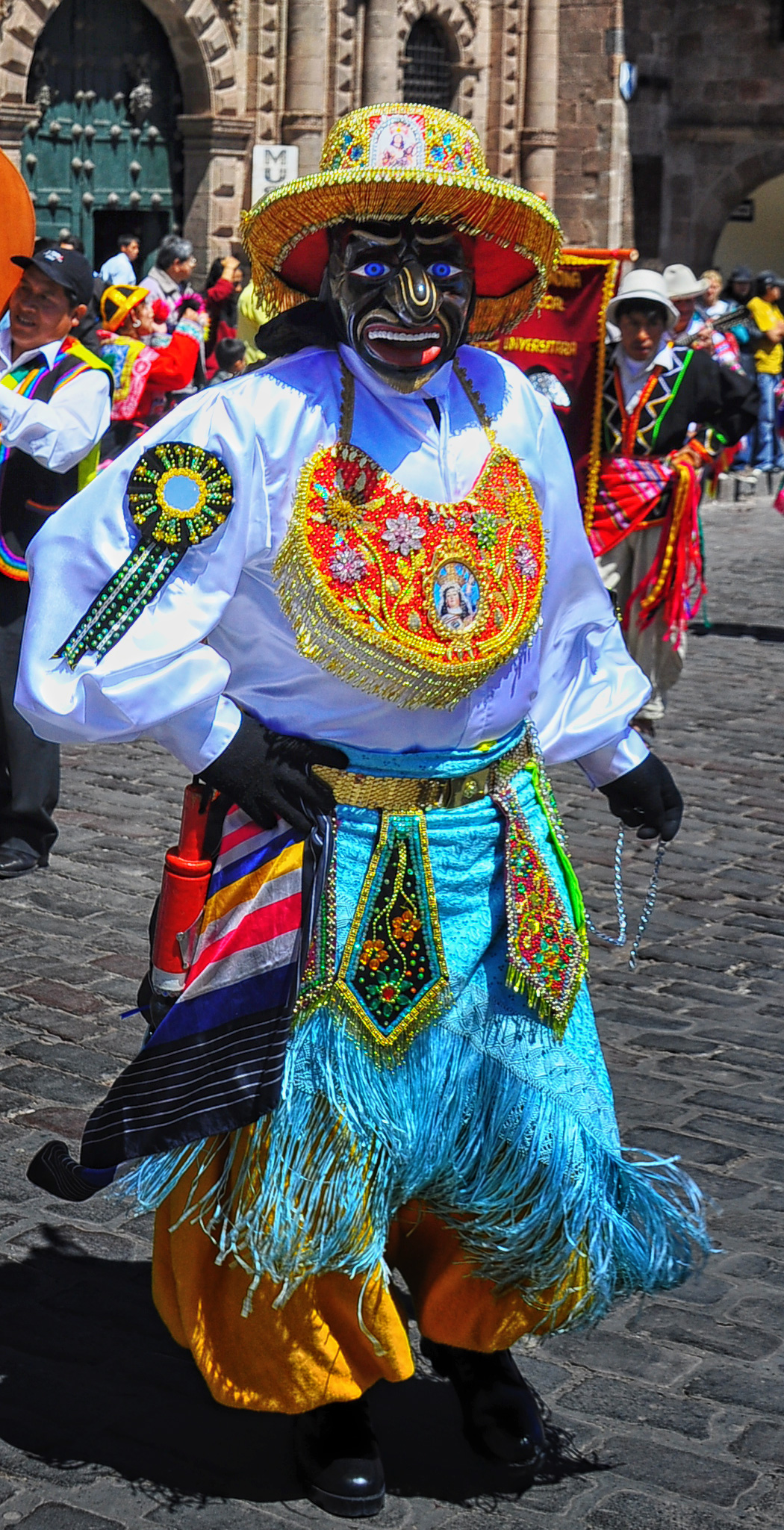
Qhapaq negro

Qhapaq negro (del quechua qhapaq noble, principal, poderoso, y negro en referencia a una persona con ascendencia africana subsahariana) es una danza tradicional en la región de Cusco en Perú.
Se realiza en festivales como Mamacha Carmen en Paucartambo, celebrando a Nuestra Señora del Carmen, y la Festividad de la Virgen del Rosario en la localidad de Huallhua, Distrito San Salvador, Provincia Calca, Cusco. 